# Afrikanska barbetter
Afrikanska barbetter (Lybiidae) är en familj med hackspettartade fåglar. Länge placerades arterna tillsammans med de närbesläktade asiatiska och amerikanska barbetterna i den numera uppdelade familjen Capitonidae, men numera erkänns den oftast som en egen familj. Familjen omfattar ett 40-tal arter, från de i typsläktet Lybius som lever djupt inne i tät skog till dvärgbarbetterna (Pogoniulus) som lever i skog- eller buskbiotoper. Familjen förekommer över hela subsahariska regionen, förutom i allra sydvästligaste Sydafrika.

## Utseende
De afrikanska barbetterna är ungefär 20–25 cm långa, med kompakta kroppar, stora huvuden, och kraftiga näbbar med morrhårsliknande borst vid näbbroten. Dvärgbarbetterna är dock mindre, där den minsta, rödgumpad dvärgbarbett (Pogoniulus atroflavus), bara väger 7 gram och mäter 9 cm.

## Ekologi

### Föda
De lever för det mesta ensamma och lever av insekter och frukt. En stor näringskälla utgörs av fikon, men den födosöker på en mängd olika fruktbärade träd och buskar, och en enda individ kan leva av inte mindre än 60 olika växtarter. De besöker även plantager där de tar frukt och grönsaker. Frukten äts hel och osmältbara delar som kärnor stöts upp senare. Den stöter vanligtvis inte upp sådant material i sitt bo men dvärgbarbetterna placerar klibbiga mistelkärnor runt öppningen till boet, förmodligen för att avskräcka predatorer från att ta sig in. Barbetterna är viktiga för växtlivet i tropiska skogar i sin roll som fröspridare.
Utöver frukt lever de även av leddjur som de plockar från grenar och trädstammar. Ett stort antal olika insekter ingår också i deras föda, vilket inkluderar myror, cikador, sländor, gräshoppor, skalbaggar, fjärilar och bönsyrsor. De tar även skorpioner och mångfotingar och vissa arter kan ta små ryggradsdjur som ödlor, grodor och geckoödlor.

### Häckning
Häckningsekologin för många arter av afrikanska barbetter är fortfarande okänd, men till skillnad från alla andra arter i ordningen häckar vissa sociala barbettarter i flodbankar eller termitstackar. Merparten häckar dock, precis som övriga arter inom ordningen, i trädhålor som de själva hackar ur, och de lägger i genomsnitt två till fyra ägg, förutom pärlbarbett (Trachyphonus margaritatus) som lägger upp till 6 ägg. Äggen ruvas i 13–15 dagar av båda föräldrarna.

## Status och hot
Familjen har varit förhållandevis förskonad ifrån mänsklig påverkan. Vissa arter som kräver urskog minskar på grund avskogning vilket dock kan påverka närbesläktade arter positivt. Exempelvis har förlusten av höglänta skogarna i Kenya inneburit att mustaschdvärgbarbett (Pogoniulus leucomystax) nästan helt har försvunnit medan utbredningsområde för nataldvärgbarbett (Pogoniulus pusillus) har utökats.

## Systematik

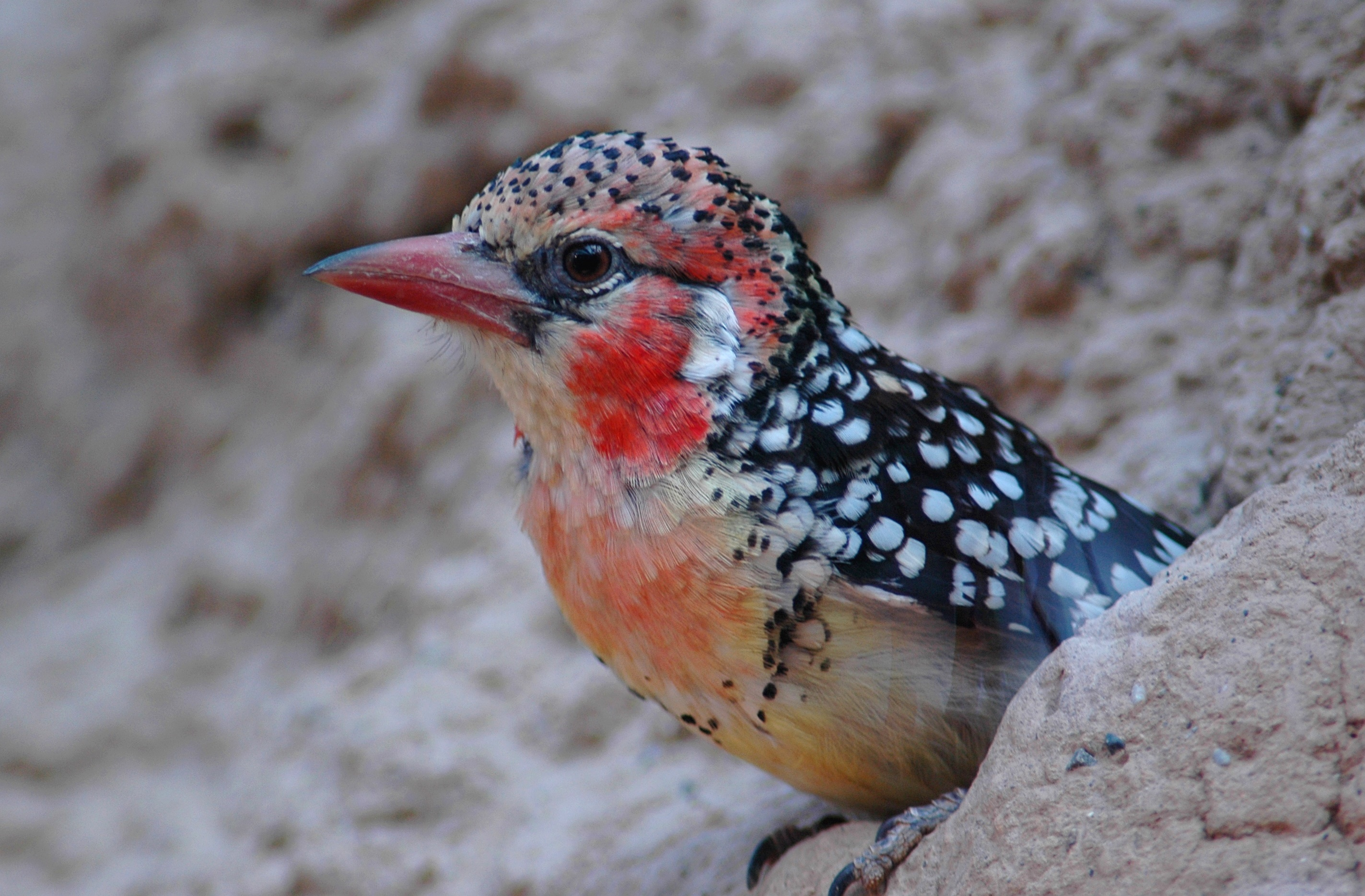
Termitbarbett (Trachyphonus erythrocephalus) tillhör en grupp som häckar i jordhålor till skillnad från övriga arter inom ordningen hackspettartade fåglar.

Tidigare placerades alla barbetter i en och samma familj, Capitonidae. DNA-studier har dock visat att de amerikanska barbetterna står närmare tukanerna än både de afrikanska och asiatiska barbetterna. Det har fått de flesta taxonomiska auktoriteterna att betrakta dem som tre skilda familjer. Vissa tolkar resultaten dock så att alla barbetter, inklusive tukanbarbetterna, inkluderas i familjen tukaner (Ramphastidae).
Familjen delas vanligen in i nio släkten, med följande artantal efter AviList:
- Trachylaemus – två arter
- Trachyphonus – fyra arter
- Cryptolybia – grönbarbett
- Buccanodon – gulfläckig barbett
- Stactolaema – tre arter
- Gymnobucco – fyra arter
- Pogoniulus – tio arter dvärgbarbetter
- Tricholaema – sex arter
- Pogonornis – fem arter
- Lybius – sju arter

### Fossila taxon
Det är inte helt klarlagt huruvida släkte Capitonides från tidig till sen miocen i Europa tillhör familjen eller till de asiatiska barbetterna (Megalaimidae). Då dessa förhistoriska arter påminner om primitiva tukaner, så kan de utgöra en mer basal position inom kladen av barbett-tukaner. Å andra sidan uppvisar de vissa specifika likheter med arterna inom släktet Trachyphonus, och har till och med av vissa auktoriteter placerats i detta släkte,, men denna placering har inte accepterats i större utsträckning.
Fossilet "CMC 152" från mellersta miocen, funnet i Grive-Saint-Alban i Frankrike, är ett distalt carpometacarpus, vilket är ett specifikt ihopväxt mellanhandsben, som liknar de ben som förekommer hos barbetter. I första beskrivningen ansågs det skilja sig ifrån Capitonides , och skulle vara närmre besläktat med dagens barbetter från gamla världen. Fossilet har ibland bedömts vara av en art som tillhör släktet Trachyphonus.